# Лунано

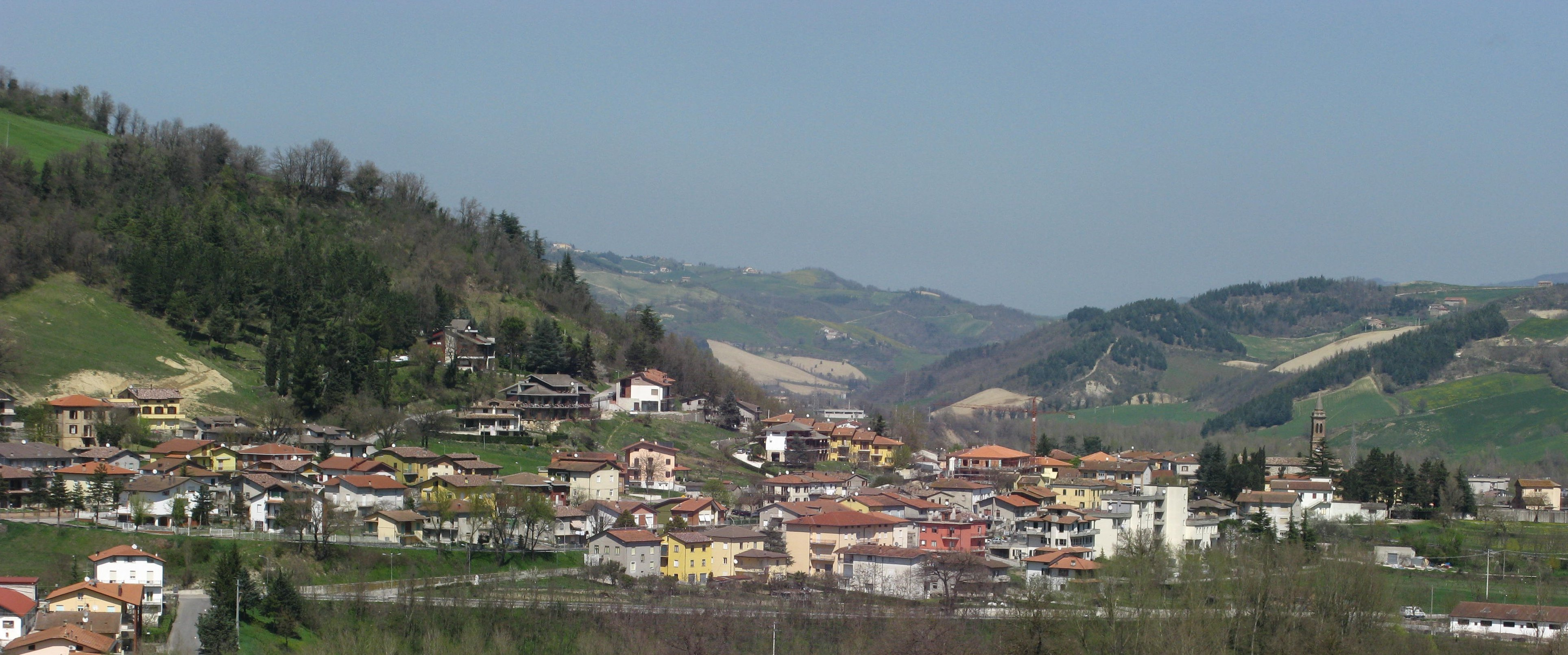
Lunano

Лунано (італ. Lunano) — муніципалітет в Італії, у регіоні Марке,  провінція Пезаро і Урбіно.
Лунано розташоване на відстані близько 210 км на північ від Рима, 90 км на захід від Анкони, 45 км на південний захід від Пезаро, 16 км на захід від Урбіно.
Населення — 1529 осіб (2014).
Щорічний фестиваль відбувається 26 вересня. Покровитель — Santi Cosma e Damiano.

## Демографія
Населення за роками:

Станом на 1 січня 2023 року в муніципалітеті офіційно проживали 192 іноземці з 25 країн, серед них 52 громадяни країн Євросоюзу та 2 громадяни України.

## Сусідні муніципалітети
- Мачерата-Фельтрія
- П'яндімелето
- Сассокорваро
- Урбіно